# Franz Xaver Anton Hauser
Franz Xaver Anton Hauser („Hauser IV“ nach Hermann Brommer; * 3. Januar 1712 in Schlettstadt im Elsass und François Antoine getauft; † 23. März 1772 in Freiburg im Breisgau) war ein deutscher, im Breisgau und im Elsass tätiger Bildhauer des Rokoko. „Anton“ war der eigentliche Rufname. Der übliche Zusatz „Xaver“ zu „Franz“ gibt an, welcher heilige Franziskus gemeint war: eben Franz Xaver. Er selbst hat sich auch „Anton Xaver“ oder nur „Xaver“ geschrieben.

## Leben
Er gehört wie sein Vater Franz Hauser (1651–1717) zu der großen Breisgauer Bildhauersippe der Hauser. Nach der Bildhauerlehre in Schlettstadt wurde er am 22. September 1732 als Geselle in die Straßburger Zunft „zur Steltz“ aufgenommen, die Zunft der Goldschmiede und Maler. Am selben Tag wurde Johann Christian Wentzinger aufgenommen: „Sicherlich ein schicksalhaftes Zusammentreffen der beiden jungen, später in Freiburg arbeitenden Bildhauer.“ Hauser wanderte nach Freiburg, wo er 1736 in die Bauzunft „zum Mond“ aufgenommen wurde und heiratete. Aus der Ehe entsprossen vier Kinder, von denen eines, Franz Anton Xaver (* 23. Januar 1739), später die Werkstatt seines Vaters weiterführte. 1737 kaufte sich Hauser ein Haus in der Freiburger Nußmannstraße, das er mit einer Immaculata-Statue schmückte, seinem ersten bekannten, heute verschollenen Werk. Nach dem Tod seiner ersten Frau heiratete er noch zweimal. Mit seiner dritten Frau hatte er neun Kinder, von denen einer, Judas Thaddäus, Bildhauer wurde, aber schon mit zwanzig Jahren starb, während zwei Fassmaler wurden und als solche mit den Bildhauern Hauser zusammenarbeiteten. Hauser betrieb die Bildhauerei in Freiburg zeitweise konkurrenzlos und erreichte mit der Wahl zum Zunftmeister eine bevorzugte Stellung in der Stadt. Trotzdem kam er bei seiner großen Kinderzahl nicht zu Reichtum. Am 23. März 1772, so das Totenbuch des Dompfarramts Freiburg, „gab der achtenswerte Herr Franz Xaver Hauser, Zunftmeister und Bildhauer, seinem Schöpfer die Seele zurück“.

## Werk
Hauser stand immer im Schatten Wentzingers und zehrte von dessen künstlerischem Erfindungsreichtum. Als Wentzinger von seiner Tätigkeit an der Stiftskirche St. Gallen 1761 nach Freiburg zurückkehrte und sich dort niederließ, stieg die Qualität von Hausers Arbeiten. Wie sehr er zu Lebzeiten geachtet wurde, zeigt die Zahl seiner Aufträge; zum Beispiel fielen nahezu alle im Freiburger Münster anfallenden Arbeiten ihm zu. So ist auch sein Werk in weit größerem Umfang erhalten, als das des Vaters. Dazu gehören (zum Teil nur zugeschrieben):

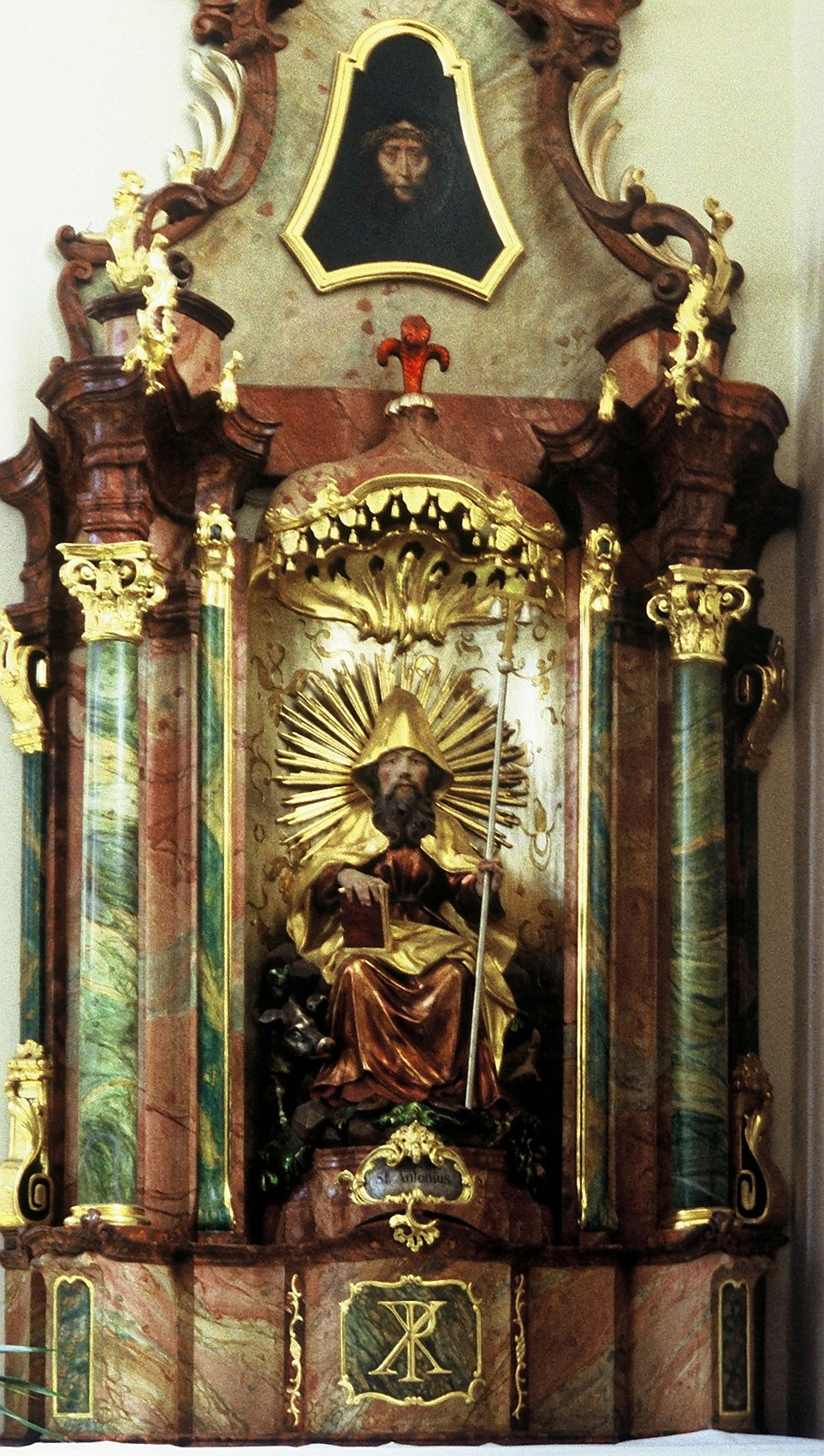
Antonius Abbas in der Kirche St. Cyriak und Perpetua
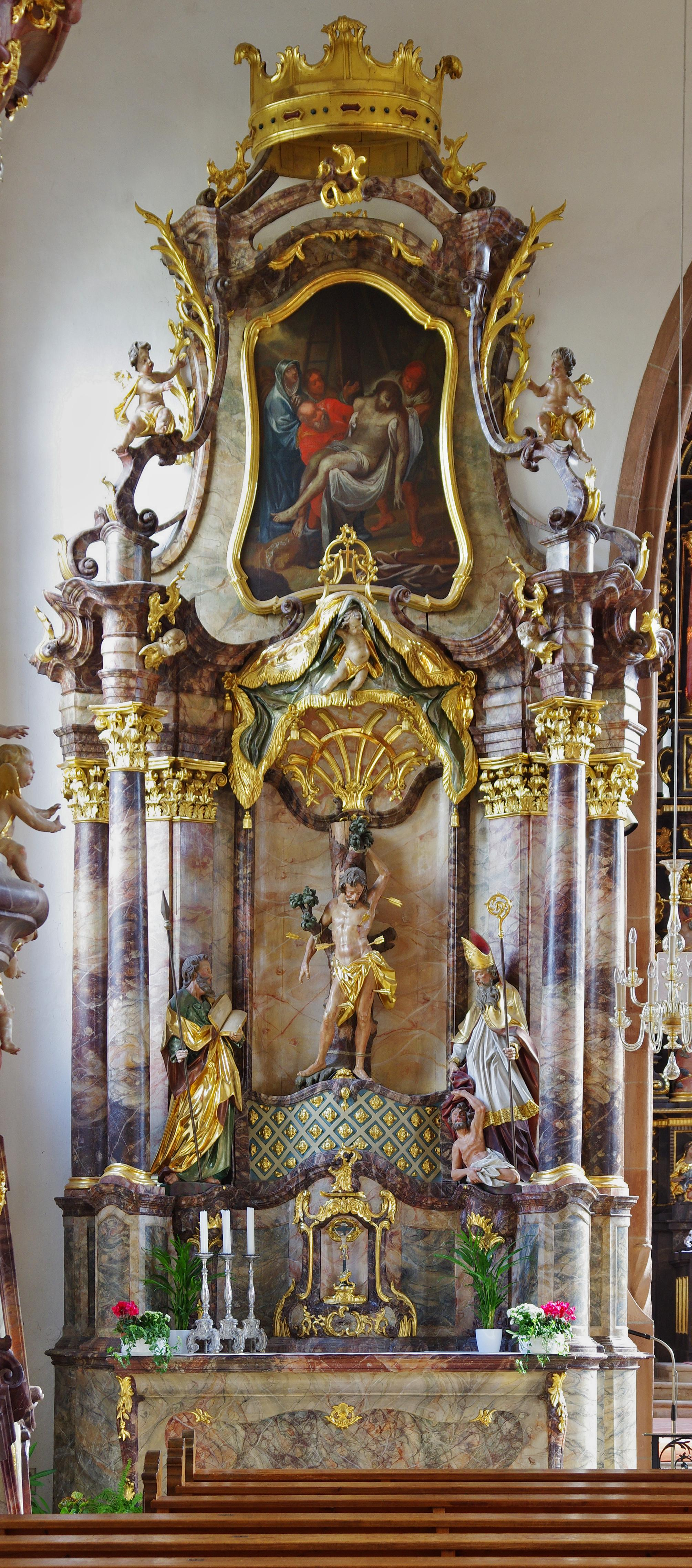
Linker Seitenaltar in St. Gallus, Kirchzarten
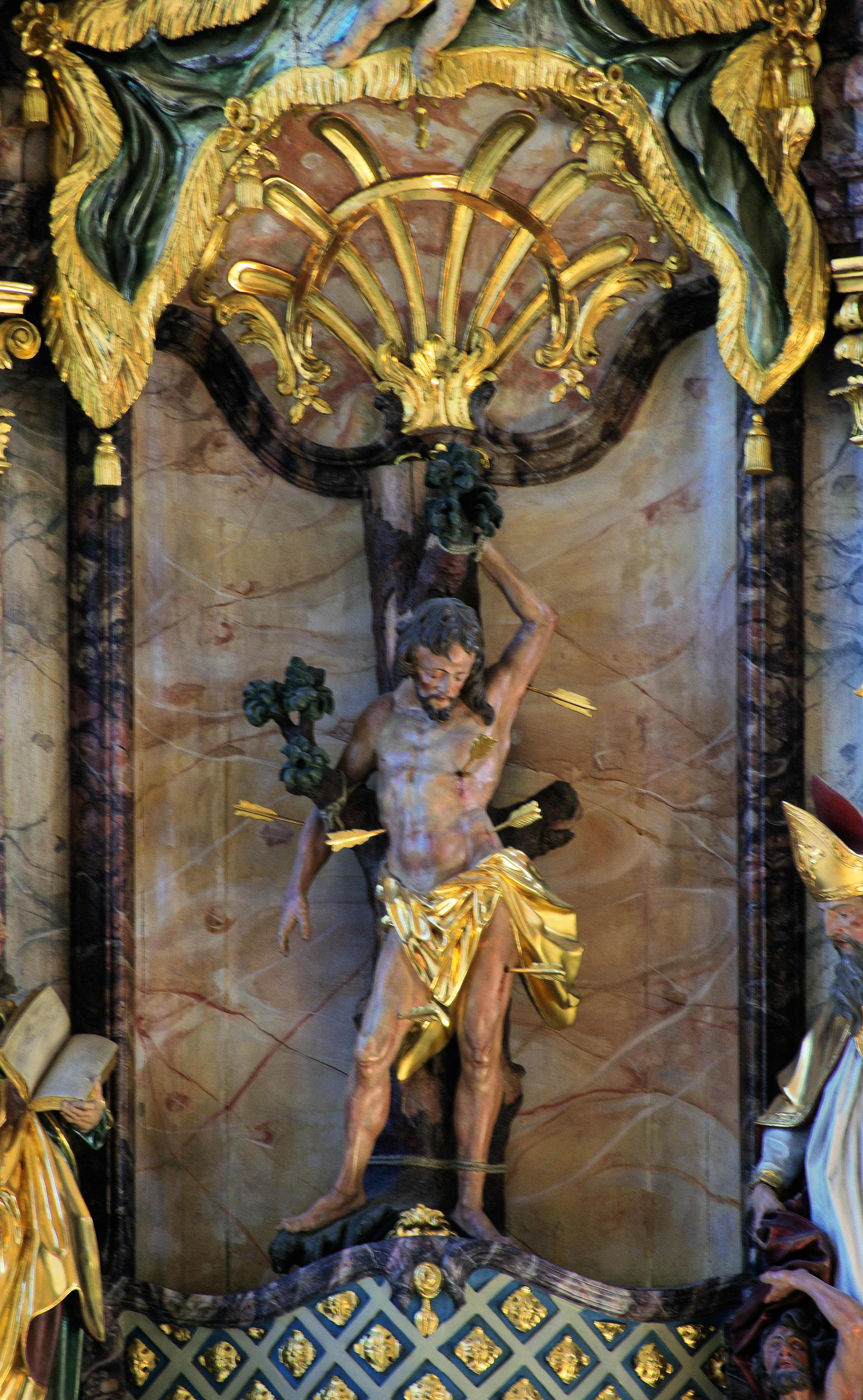
Hl. Sebastian im linken Seitenaltar von St. Gallus, Kirchzarten
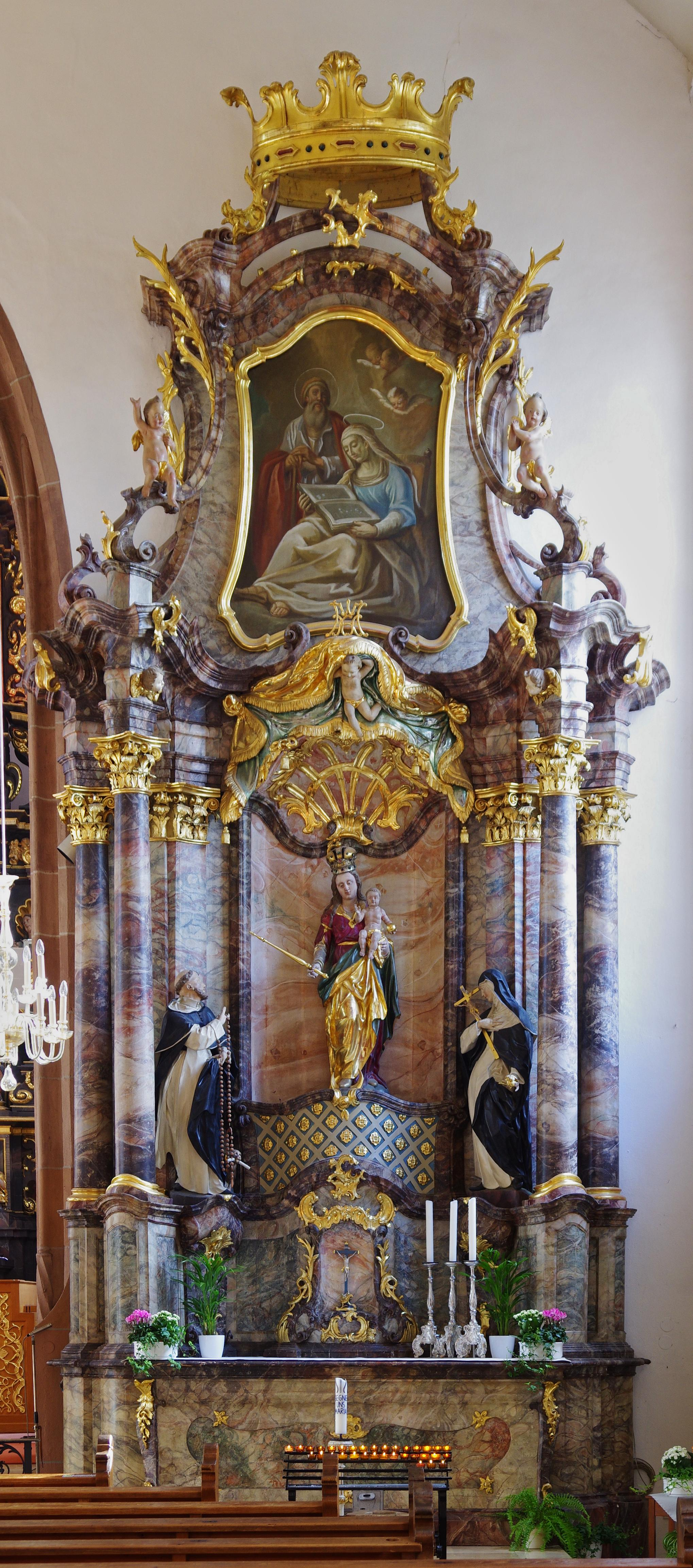
Rechter Seitenaltar in St. Gallus, Kirchzarten
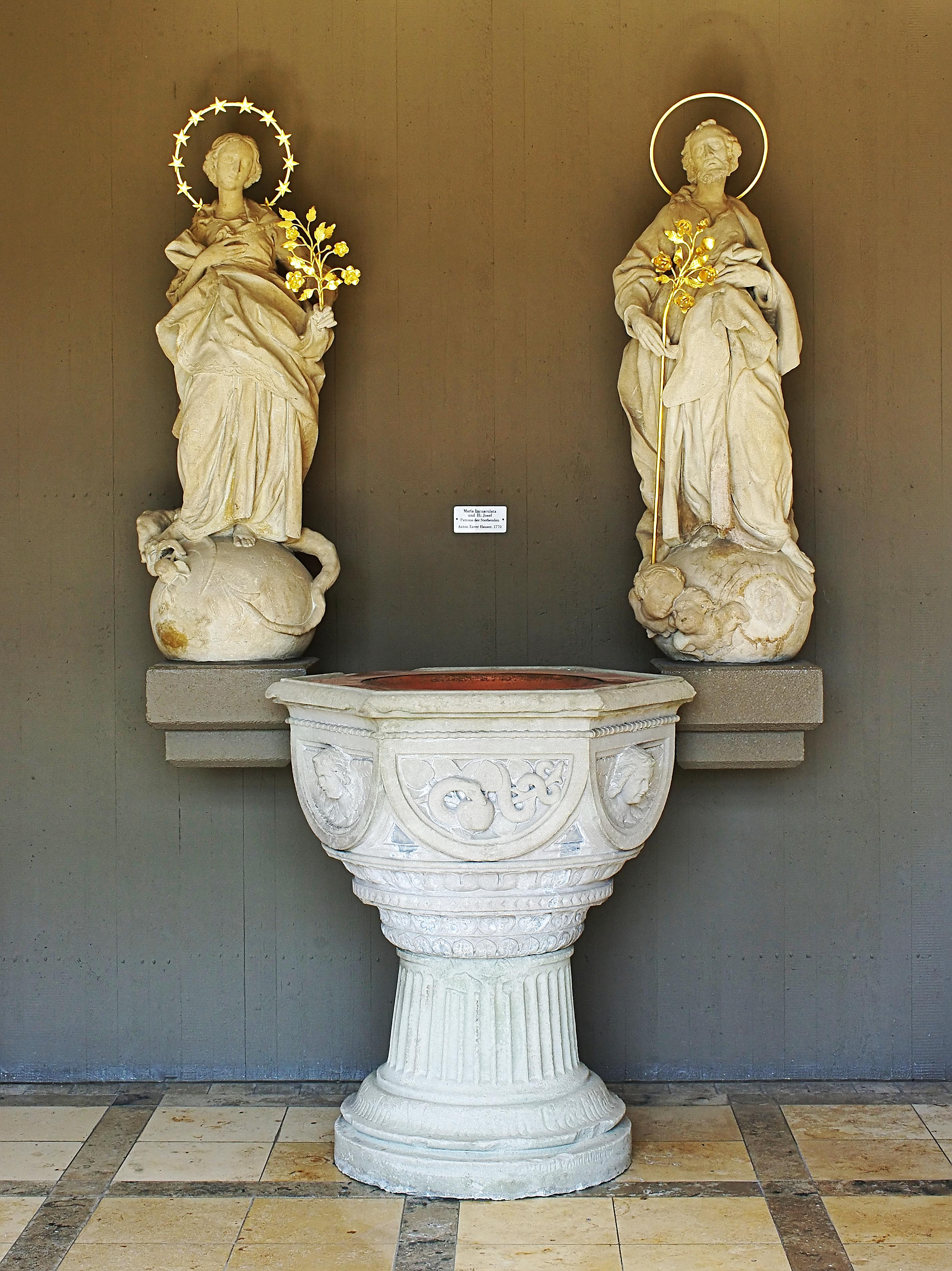
Maria Immaculata und Joseph in der Einsegnungshalle von St. Georgen

- die Schnitzarbeiten zum Hochaltar der Pfarrkirche von Burkheim am Kaiserstuhl, etwa 1740;
- ein überlebensgroßer hl. Johannes Nepomuk aus Buntsandstein vom Turm des Freiburger Münsters, 1752; Nepomuk ersetzte einen hl. Ludwig, der 1744 von einer französischen Kanonenkugel heruntergeschossen worden war,[2] wurde aber selbst nach dem Zweiten Weltkrieg durch einen hl. Johannes der Täufer ersetzt;
- Figuren aus der Kirche St. Cyriak und Perpetua in Freiburg, darunter ein hl. Antonius Abbas, den Hauser der gotischen Antoniusfigur von Hans Wydyz aus dem ehemaligen Freiburger Antoniterhaus nachgebildet hat, 1754;
- ein sehr gut erhaltenes Steinkreuz an der Außenwand der Sakristei der Pfarrkirche Maria in der Zarten (Hinterzarten), 1757–1760;
- Figuren außen an und innen in der katholischen Pfarrkirche St. Vincentius in March-Neuershausen, 1761–1763;
- die Seitenaltäre in der katholischen Pfarrkirche St. Gallus in Kirchzarten und Büsten der hl. Barbara und der hl. Ottilie auf dem Hochaltar, 1763–1765; die übrigen Hochaltarfiguren schnitzte der Vater Franz Hauser, und ein Vergleich zeigt, wie von einer Generation zur nächsten der Stil sich entwickelte vom statuarischen, ruhigen Aufbau des Hochaltars zu den schwungvollen Seitenaltären mit sehr bewegten Figuren;[5]
- der hölzerne Deckel des Taufsteins im Chorumgang des Freiburger Münsters mit einer Darstellung der Taufe Jesu im Jordan, 1768; der Entwurf stammt ebenso wie der Entwurf zu dem von Joseph Hörr gefertigten Taufbecken von Wentzinger;[6]
- ebenfalls nach Vorbildern Wentzingers die Immaculata und der hl. Joseph im Freiburger Stadtteil St. Georgen, früher auf den Säulen der Einfahrt zum Friedhof, jetzt in der Einsegnungshalle, 1770.